# 黄履
黃履（1030年—1101年），字安中，邵武（今屬福建）人，北宋官員。

## 生平
嘉祐二年進士，歷知諫院，同修起居注，知制誥。神宗時，累官御史中丞。哲宗即位，除翰林學士兼侍講。劉安世揭發其黨附蔡確之罪，罷知越州，後為祁州團練副使。復官為御史中丞，依附章惇、邢恕，打擊吕大防、刘挚等官員。官至尚书右丞，元符年間求去，不久卒。

## 延伸阅读
[在维基数据编辑]
 《宋史·卷328》，出自脱脱《宋史》